# Mariquita-de-são-vicente
Mariquita-de-são-vicente (Catharopeza bishopi) é uma espécie de ave da família Parulidae. É a única espécie do género Catharopeza.
É endémica de São Vicente e Granadinas.
Os seus habitats naturais são: florestas subtropicais ou tropicais húmidas de baixa altitude e regiões subtropicais ou tropicais húmidas de alta altitude.
Está ameaçada por perda de habitat.